# PCLinuxOS
PCLinuxOS (скорочено PCLOS) — дистрибутив Linux, який спочатку походив від Mandrake. PCLinuxOS використовує надійну стабільну систему ініціалізації SysVinit та інструментарій для управління пакунками Debian APT у поєднанні з системою пакетів RPM у варіанті APT-RPM та її графічним додатком Synaptic.
Дистрибутив PCLinuxOS випускається з готовою підтримкою багатьох графічних і звукових карт, а також інших периферійних пристроїв.

## Історія
Білл Рейнольдс (відомий у спільноті розробників як Texstar), нині головний розробник PCLinuxOS, у 2000 році почав пропонувати скомпільовані пакети RPM для Mandrake Linux у своєму власному сховищі під назвою PCLinuxOnline у 2000 році, щоб покращити цей дистрибутив.
У 2003 році, незадоволений політикою Mandriva, Рейнольдс вирішив створити форк Mandrake Linux версії 9.2, який він назвав PCLinuxOS. Перші версії були дуже схожі на оригінал, але поступово новий дистрибутив усе далі й далі віддалявся від Mandriva Linux. Більшість програм, наприклад ядро, GNU Compiler Collection або KDE Software Compilation 4, були скомпільовані незалежно від Mandriva. PCLinuxOS має власне сховище, а також власну графіку та піктограми, а також власну структуру меню.
Версія PCLinuxOS 2007 із внутрішнім номером версії .94, стабільний випуск якої було опубліковано 21 травня 2007 року, являла собою повний редизайн системи, через що нормальне оновлення попередніх версій було неможливим. Крім того, було додано косметичні покращення, такі як новий логотип і вбудовані тривимірні ефекти робочого столу через Beryl і Compiz. Усі подальші версії базуються на .94, оскільки з того часу була введена модель розробки rolling release. На початку листопада 2007 року була зроблена перша велика редакція версії 2007, яка включала, серед іншого, нове ядро. У січні 2008 року була випущена нова версія MiniMe, яка містить лише найважливіші базові програми та має розмір близько 300 Мб.
Версія 2009.1, випущена 11 березня 2009 року, все ще базувалася на K Desktop Environment 3.
5 травня 2010 року була випущена версія 2010.1 з KDE Plasma Desktop 4. Усі наступні випуски є знімками оновленої версії 2010.1.
PCLinuxOS представлена в поточній версії 2016.03 виключно як 64-розрядна версія та поставляється з ядром 4.4.4 LTS, grub2 і повною підтримкою UEFI.
Згідно з опитуванням 2007 року, він був одним із десяти найбільш використовуваних дистрибутивів і досі входить до списку основних дистрибутивів на сайті порівняння Distrowatch. За результатами проведеного в 2010 році опитування читачів журналу Linux Journal, PCLinuxOS поступався за популярністю лише Ubuntu.

## Особливості
PCLinuxOS можна інсталювати з різними робочими середовищами, адаптованими до потреб і наявного апаратного забезпечення користувача. Типовою оболонкою є Bash.
Інтуїтивно зрозумілі інструменти налаштування системи включають Synaptic для управління пакетами, Addlocale для підтримки багатьох мов і Mylivecd для створення персоналізованого Live CD.
PCLinuxOS приділяє велику увагу сумісності, наприклад, NDISwrapper або кодеки для багатьох власницьких мультимедійних форматів (наприклад, MPEG) попередньо встановлено, чого не робиться в інших дистрибутивах через нечітку правову ситуацію. Суперечливий пакет libdvdcss попередньо не встановлений, але доступний в офіційному репозиторії.
Крім того, PCLinuxOS містить сценарій mklivecd, який дозволяє користувачеві робити «моментальний знімок» свого встановлення (з усіма налаштуваннями, програмами, закладками, документами, зображеннями тощо), який потім стискається в ISO-образ. Завдяки цьому дуже легко робити резервні копії та створювати власний дистрибутив на базі PCLinuxOS.
Починаючи з версії 2007, дистрибутив використовує систему постійних версій . Оновлення здійснюються через керування пакетами, і функції не зависають, тож усюди, де це можливо, пропонуються найновіші версії всіх програм.
Після встановлення PCLinuxOS можна повністю конвертувати на одну з 85 мов, включаючи українську, за допомогою менеджера локалізації «addlocale».
PCLinuxOS характеризується своєю простотою та зручністю для користувача.

## Випуски

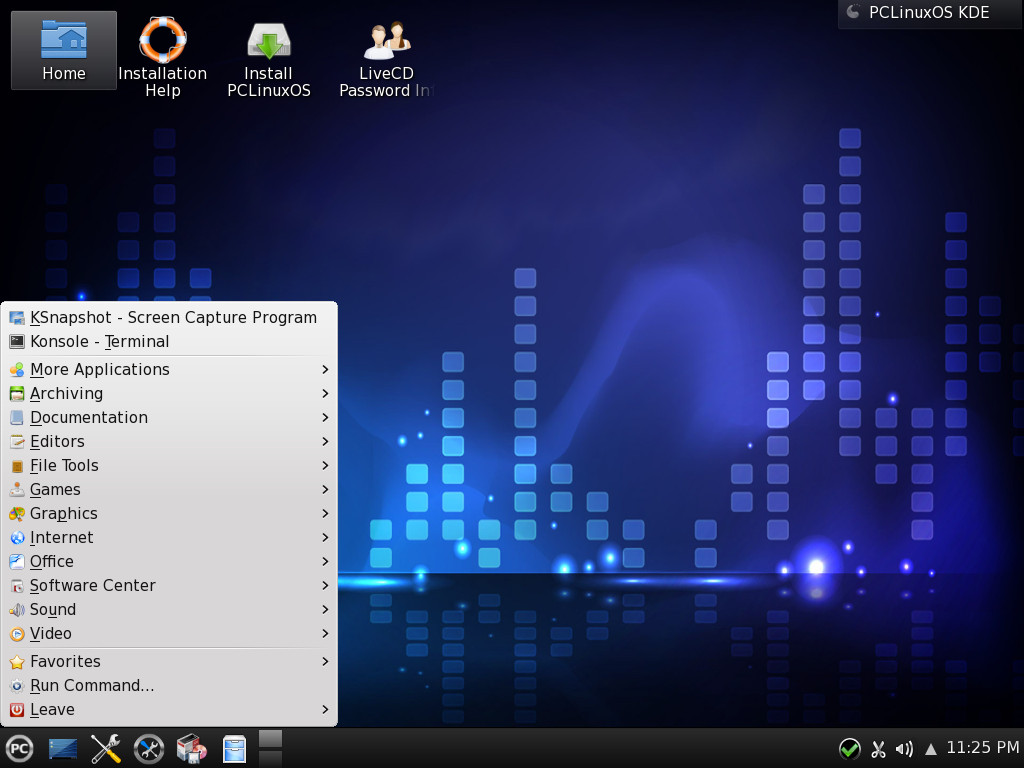
PCLinuxOS KDE (2016.03)

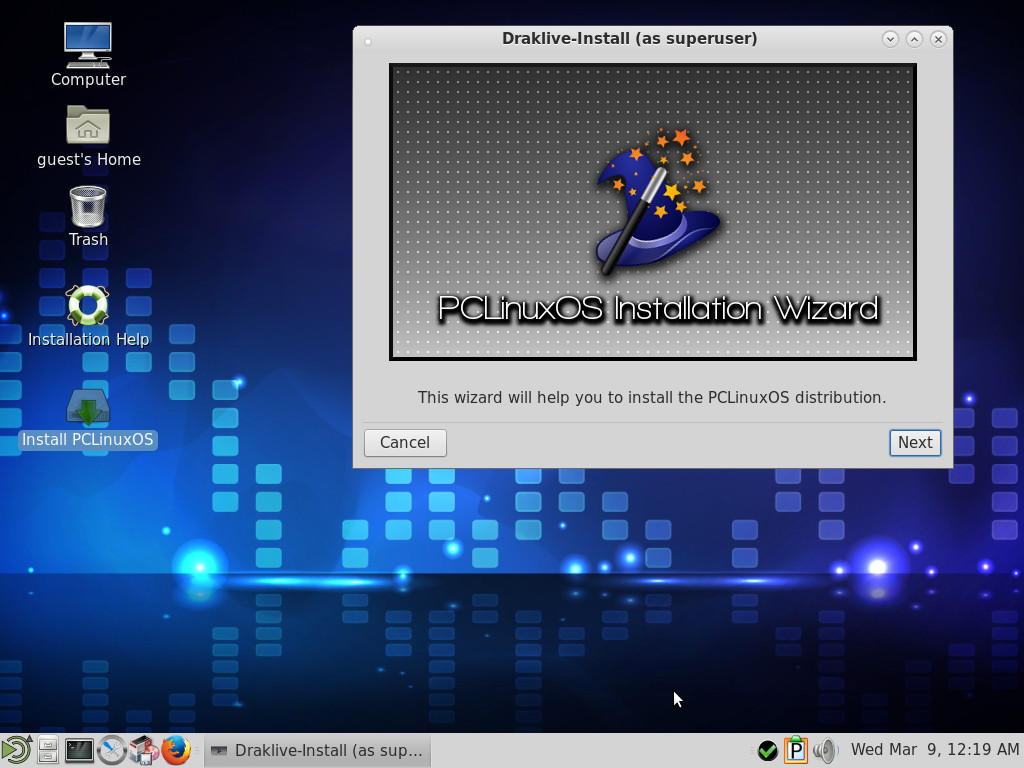
PCLinuxOS MATE (2016.03)

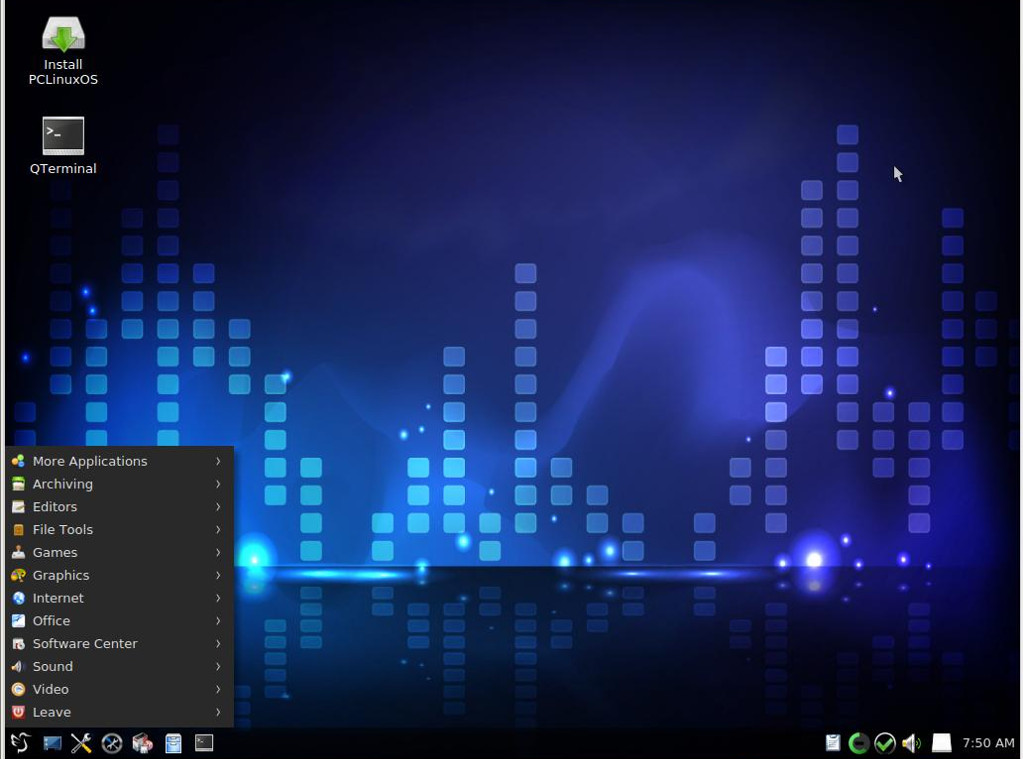
PCLinuxOS LXQT (2016.03)

Для завантаження доступні підготовлені ISO-образи з наступними робочими середовищами: Xfce, MATE (багатоплатформне робоче середовище, яке має на меті продовження класичної концепції робочого столу GNOME 2) та KDE.
- PCLinuxOS KDE Full Desktop (близько 3 ГБ) — базується на середовищі KDE та містить різноманітні додаткові програми та кодеки.
- PCLinuxOS KDE Darkstar (близько 2 ГБ) — це мінімалістична версія операційної системи без значної кількості попередньо встановлених програм.[8]

Live CD пропонує можливість зберігати особисті файли та файли конфігурації на USB-накопичувачі. Також систему можна встановити на жорсткий диск.
Завантажувальний Live CD містить зручний у використанні графічний інсталятор, який дозволяє вибирати програми для встановлення. Дистрибутив містить широкий спектр програм для звичайного користувача ПК, включаючи X.Org Server, x11-server-xwayland, середовище робочого стола KDE Plasma Workspaces, плагіни браузера, свіжі версії власницьких драйверів NVIDIA і AMD, набір мультимедіа кодеків для повноцінного відтворення медіа. У складі дистрибутиву поставляються готові до використання вільні застосунки: Florence, Cryptomator, LibreWolf, RustDesk, Signal, Telegram, Wine та інші, а також популярні власницькі: TeamViewer, Skype та інші.